# Шведская бригада
Шведская бригада (швед. Svenska brigaden, фин. Ruotsalainen prikaati) — шведское воинское добровольческое формирование, воевавшее на стороне белых сил во время гражданской войны в Финляндии. Бригада достигала в разные периоды от 400 до 1000 добровольцев. Шведская бригада участвовала в интенсивных боевых действиях с 28 марта по 6 апреля 1918 года. 34 солдата Шведской бригады было убито и до 50 ранено в Сражении за Тампере. Среди известных военнослужащих бригады были археолог Аксель Боэтиус и историк Улоф Пальме (дядя будущего премьер-министра Швеции Улофа Пальме), погибший в битве за Тампере.

## Формирование
С инициативой создания Шведской добровольческой бригады выступила ассоциация «друзей Финляндии», появившаяся в Стокгольме 31 января 1918 года. Председателем ассоциации был Йохан Маннергейм — брат Густава Маннергейма. Формирование бригады было поддержано шведскими финансовыми и политическими кругами, объединившимися вокруг семьи Пальме. Планировалось создание «бригады из трёх батальонов подготовленных в военном отношении шведских добровольцев». Костяк бригады почти полностью был сформирован из профессиональных военных. Офицеры и унтер-офицеры были кадровыми военными шведской армии, поэтому шведская бригада считалась элитным подразделением по сравнению с финскими плохо обученными силами белой армии. Социал-демократическая и коммунистическая пресса агитировала против Шведской бригады и против деятельности ассоциации.
В Финляндии военная ситуация была сложной, и у ассоциации «друзей Финляндии» было мало времени для финансирования, набора и организации бригады. Первые батальоны стали боеготовыми через два месяца с начала создания. Ассоциация занималась формированием бригады без формальной открытой поддержки правительства и шведских вооруженных сил. Первым организатором и командиром стал капитан запаса артиллерист Ялмар Фризелл, которому помогал общественный деятель, историк Улоф Пальме.

## Состав
Боевой состав бригады на конец марта 1918 года, когда она была переброшена на фронт, составлял около 400 человек. В решающем для войны сражении при Тампере Шведская бригада сформировала штурмовой отряд, который сыграл важную роль в прорыве обороны красных. Всего в Шведской бригаде насчитывалось около 1000 человек. Кроме того, 200 шведских офицеров и 400 унтер-офицеров напрямую присоединились к Белой финской армии. Финская артиллерия была во многом организована шведскими командирами. Шведские офицеры и унтер-офицеры формировали значимую часть квалифицированного военного персонала генерала Маннергейма, наряду с егерьскими подразделениями и незначительным количеством финских граждан, которые были офицерами в царской армии. После окончания войны шведские офицеры и унтер-офицеры покинули Финляндию вместе с маршалом Маннергеймом, поскольку возник политический конфликт по поводу построения финской армии и её состояния.

## Боевые действия
Перед операцией в Тампере бригада была оснащена российскими винтовками Мосина. В то время бригада состояла из двух пехотных рот и одной сводной роты. В состав последней входил также пулемётный взвод. Шведы проявили себя в битве при Тампере. 28 марта 1918 года Шведская бригада была отправлена в Мессукюля, под Тампере. В связи с реорганизацией Белой армии после падения Тампере и разделением 8 апреля на Западную и Восточную армии, бригада 9 апреля попала в состав дивизии шведского подполковника Харальда Ялмарссона в составе Западной армии. 13 апреля шведская бригада была переброшена на Лембуа. Шведы участвовали в патрулировании территории. После 21 апреля бригада была развернута против отступающих частей красных в районе Хямеэнлинны. 25 апреля шведы приняли участие в завоевании Валкеакоски. 29 апреля бригада приняла участие в боях у Хаухо. Здесь же были встречены немецкие войска, высадившиеся в южной Финляндии и продвинувшиеся на север.

## Расформирование
Потери шведской бригады убитыми и ранеными составили почти половину первоначальной численности. Бригада, чей боевой состав после падения Тампере увеличился до 560 человек, 16 мая вошла в Хельсинки, где 27 мая получила высокую оценку и благодарность от генерала Маннергейма.
30 мая 1918 года шведская бригада совершила победный марш в Стокгольме. На следующий день бригада была расформирована полковником Хьялмарсоном. Затем личный состав шведской бригады вернулся в Швецию. Кадровые солдаты и офицеры продолжили службу в шведских вооруженных силах. Остальные вернулись к мирной жизни. Незначительное количество шведских волонтёров отправилось добровольцами в Эстонию и другие места в распадающейся Российской империи, где начиналась Гражданская война.

## Галерея
- Шведская бригада на центральном вокзале Гётеборга[англ.] перед отправкой в Финляндию
- Первый флаг шведской бригады
- Медаль Шведской бригады
- Один из создателей бригады, историк Улоф Пальме[англ.]
- Шведские волонтёры в Лемпяаля
- Шведская бригада возвращается домой
- Бригада вернулась в Швецию. Командующего Харальда Ялмарссона приветствует Свен Пальме, Стокгольм, 30 мая 1918 года